# Razza (fantasy)
Nell'ambito della narrativa e dell'intrattenimento (film, videogiochi, giochi di ruolo...) basati sul fantastico, particolarmente del sottogenere fantasy, una razza è un gruppo di individui intelligenti che sono accomunati da caratteristiche morfologiche peculiari, che li rendono immediatamente distinguibili e distinti da altre creature intelligenti. Oltre che per le caratteristiche nell'aspetto, le razze vengono descritte in genere come diverse anche per caratteristiche storiche, culturali, comportamentali e capacitive.
Spesso le razze hanno una specie di origine comune, da cui si sono differenziate in seguito a influenze magiche o divine.
L'uso del termine "razza" fu reso popolare da J. R. R. Tolkien e fu ulteriormente adattato e diffuso con il gioco di ruolo Dungeons & Dragons (che inizialmente chiamava le razze non umane demi-humans, "semi-umani"). Nei giochi di ruolo, con "razza" si fa di solito riferimento a una qualsiasi specie che può essere interpretata come personaggio giocante.
Le razze possono in genere incrociarsi tra di loro, dando origine a ibridi di vario tipo. L'ibrido più diffuso nelle opere fantasy è probabilmente il mezzelfo (nato da un umano e da un elfo), e molto comuni sono anche i mezzorchi.